# Ґьоста Баґґе
Ґьоста Адольфссон Баґґе (швед. Gösta Adolfsson Bagge) (27 травня 1882 Парафія Сторкірка, Стокгольм, Швеція — 3 січня 1951 Парафія Гьогалід, Стокгольм, Швеція) — шведський економіст і політик, член першої і другої палати Риксдагу,міністр освіти Швеції.
Був професором економіки в Стокгольмському університеті.Будучи консервативним політиком, він став членом шведського парламенту в 1932 році, очолював Національну організацію правих з 1935 по 1944 рік і обіймав посаду міністра освіти в кабінеті Ганссона III під час Другої світової війни .

## Біографія
Ґьоста народився в Стокгольмі в одній з місцевих парафій, з часом вступив до Уппсальського університету в 1900 році, закінчив зі ступенем бакалавра в 1904 році .Потім він навчався в приватному Університеті Джонса Гопкінса в Балтиморі США в 1904–1905 роках .
Він здобув ступінь ліценціата в Стокгольмському університеті в 1911 році та ступінь доктора філософії з економіки в Стокгольмі в 1917 році, захистивши дисертацію про регулювання заробітної плати через профспілки .
З 1906 по 1909 рік він працював у відділі статистики праці Національної ради торгівлі, де вивчав колективні переговори.
З часом став викладачем у Стокгольмській школі економіки з 1917 по 1919 рік. У 1921 році він був призначений професором економіки та соціальної політики в Стокгольмському університеті .
У 1933 році його було обрано іноземним почесним членом Американської академії мистецтв і наук .
Він помер 3 січня 1951 року в Хегаліді, Стокгольм, був похований на Північному цвинтарі.

## Політична кар'єра
Баґґе спочатку був активним у місцевій політиці Стокгольма, де він був членом міської ради з 1913 по 1926 рік.Потім він був членом верхньої палати Риксдагу з 1932 по 1936 рік, а також нижньої палати з 1937 по 1947 рік .
Баґґе був призначений лідером Національної організації правих після раптового відходу у відставку Арвіда Ліндмана в 1935 році.Він залишався лідером партії до 1944 року, коли його змінив Фрітіоф Домьо.
Баґґе був соціальним консервативним політиком у правої партії, але мав ліберальний погляд на економічні справи. Він був різким критиком економічної політики міністра фінансів від соціал-демократичної партії Ернста Вігфорсса. Багге також був міністром освіти та церковних справ у кабінеті Ганссона III, коаліційному уряді, з 13 грудня 1939 року по 15 грудня 1944 року .
В уряді він був провідним прихильником боротьби Фінляндії за виживання проти Радянського Союзу під час Другої світової війни та хотів надати допомогу сусідній нордичним країнам у вигляді ленд-лізу або гуманітарної допомоги.

## Нагороди
Шведські нагороди
- Командор другого класу Ордена Васа,16 вересня 1928 року.[7]
- Командор ордену Полярної зірки першого ступеня,15 листопада 1940 року.[8]
- Командор Великого хреста Ордена Полярної зірки,15 листопада 1943 року.[9]

### Іноземні нагороди
- Офіцер Французького ордена Почесного легіону, найперший з 1925 та найпізніший з 1931 років.[10][11]
- Командор Норвезького ордена Святого Олафа, найраніше з 1931 року та найпізніше з 1937 року.[11][12]
- Великий хрест Ордена Лева Фінляндії, 1944.[13][14]

### Інші нагороди
- Почесний іноземний член Американської академії мистецтв і наук, 1933.
- Член № 896 Королівської шведської академії наук, 1942.
- Член № 644 Королівської шведської академії музики, 1944.
- Почесний доктор Королівського технологічного інституту, 1944.